# Antoni Tramulles
Antoni Tramulles o Tremulles (†Falset, Priorat, 1630) fou un escultor català. Entre les seves obres destaca el retaule de Sant Ramon de l'església de Santa Maria de Vilafranca del Penedès (1605). Fou pare de Llàtzer Tramulles i Josep Tramulles, també escultors.